# Petr Pavlovič Jeršov
Petr Pavlovič Jeršov (rusky Пётр Павлович Ершов) byl ruský básník období romantismu. Je autorem veršované pohádky Koníček Hrbáček, která se stala jedním z nejoblíbenějších a nejslavnějších ruských pohádkových příběhů. Jeho život je spjat s rodinou slavného vědce Dmitrije Ivanoviče Mendělejeva.

## Život a dílo
Petr Pavlovič Jeršov se narodil 6. března 1815 ve vsi Bezrukovo v Išimském újezdu Tobolské gubernie. Otec Pavel Alexejevič Jeršov (1784—1834) byl policejním úředníkem, matka Eufemije Vasiljevna pocházela z obchodnické rodiny. Kvůli službě otce musela rodina často měnit bydliště. Prvních osm let Petrova života žili v Omsku a Petropavlovsku. Ze dvanácti dětí dožily dospělosti pouze Petr a Nikolaj. V roce 1824 poslal otec Petra a Nikolaje do Tobolsku k jejich strýci z matčiny strany, Nikolaji Stěpanoviči Pilenkovi. Po ukončení studia na střední škole získal otec místo v Petrohradu  a oběma synům umožnil studovat na Císařské Universitě. Petr studoval na katedře filosofie a literatury.
V hlavním městě řádila cholera a mezi obyvatelstvem propukaly nepokoje. Nové prostředí na mladého studenta působilo depresivně. Nepraktický obor Petrovi později neumožnil získat v Petrohradu obživu, nicméně mu umožnil stát se významnou postavou ruské literatury. Během studií se seznámil s profesorem ruské slovesnosti Petrem Alexandrovičem Pletňovem, pozdějším rektorem university, a básníky Alexandrem Sergejevičem Puškinem a Vasilijem Andrejevičem Žukovským. Během studií zavzpomínal svými verši na pohádky a pověsti, se kterými se seznámil v dětství na Sibiři. Se svým dílem seznámil Alexandra Puškina, který projevil nadšení slovy: Nyní už mám tuto slovesnou formu komu odkázat. Vasilij Žukovskij se zmínil o významové hloubce díla, která dílo v podobě komplikací s vydáním doprovází dodnes. Rektor petrohradské university profesor Petr Pletňov předčítal dílo v posluchárně a když se zvědaví studenti ptali na autora, Pletňov ukázal do jejich řad na mladého Jeršova. Pohádka Koníček Hrbáček nastoupila složitou, ale vítěznou dvěstěletou cestu do knihoven, čítanek, divadel i biografů.

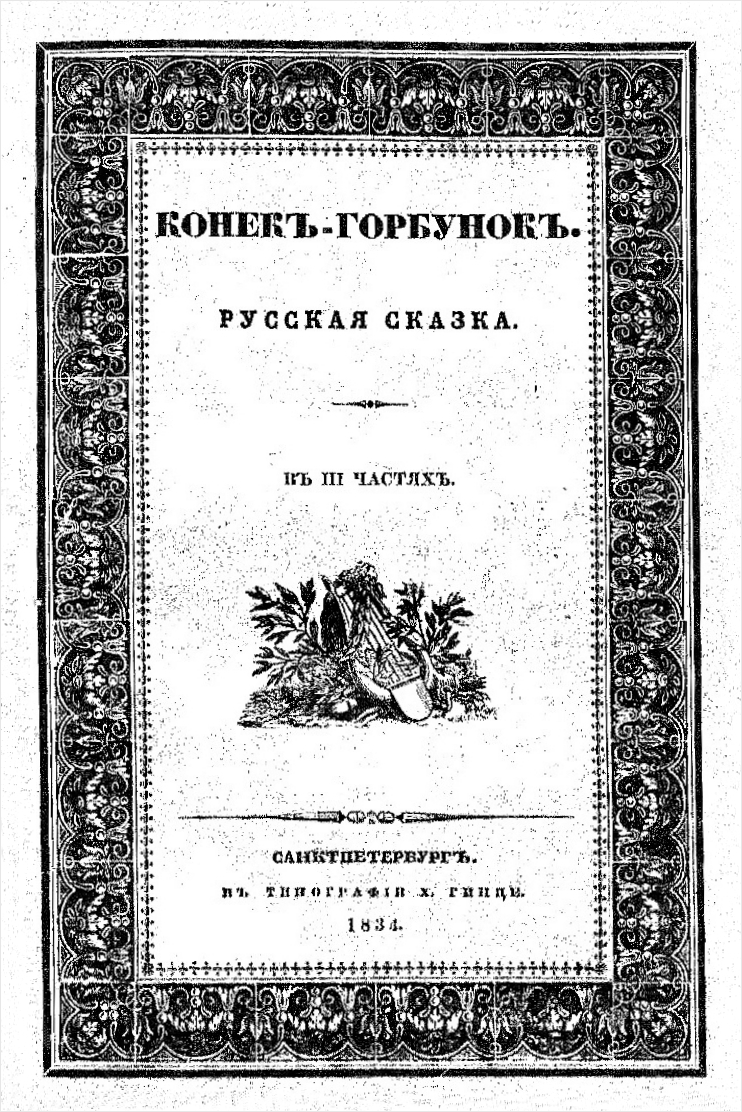
První vydání Koníčka Hrbáčka z roku 1834

Pohádka zobrazovala cara jako slaboduchého staříka, velryba, která polykala koráby připomínala sibiřské vyhnanství děkabristů a úlisný carský rádce petrohradského policejního náčelníka. Nakonec byla úplná edice díla zakázána na celých dvanáct let. K dotisku došlo až v roce 1856, po nástupu Alexandra II. na trůn. Sovětskému režimu nebyl car pohodlný a ve 21. století proti klasické pohádce vystupují tatarští aktivisté, kteří jí považují za xenofobní. I tak byla přeložena do 27 jazyků (do češtiny poprvé 1879, do divadelní hry přebásnil František Hrubín).
Petr Jeršov dosáhl v devatenácti letech přes noc umělecké proslulosti, pro další vývoj však bylo potřebné zůstat v literárním prostředí. V roce prvního vydání Koníčka Hrbáčka zemřel otec a krátce nato i bratr Nikolaj. Během studia se Jeršov nenaučil jediný cizí moderní jazyk a jeho situace na trhu práce se tak omezila, navíc bylo nutné postarat se o matku. Petr Pavlovič se proto vrátil do Tobolsku vyučovat neoblíbenou latinu.
Po smrti matky se chtěl navrátit do Petrohradu, ale v Tobolsku se zamiloval do Serafimy Alexandrovny Leščevové, ovdovělé matky čtyř dětí. Starost o rodinu ho pak na celý zbytek života připoutala k tobolskému gymnáziu. Manželka zemřela v roce 1845 při porodu. Druhá žena Olimpiada Kuzminová zemřela v roce 1853. O rok později se Petr Jeršov oženil potřetí a s Jelenou, rozenou Čerkasovou dožil konce svého života. Z patnácti dětí se dospělosti dožily čtyři, Ludmila a Olga ze druhého a Vladimír a Alexandr z posledního manželství.
Další díla již nedosáhla proslulosti Koníčka Hrbáčka, významným přínosem byla Jeršovova činnost pedagogická a osvětová, orientovaná na rodnou západní Sibiř. Stál u zrodu mnoha středních škol v oblasti, založil šest Ženských vzdělávacích ústavů, což byla novinka i v evropské části země. Kromě literatury a hudby Jeršov miloval divadlo. Založil v tobolském gymnáziu divadelní spolek a psal pro něj hry, ve kterých sám hrál.  
Zemřel 30. srpna 1869 a byl pochován na tobolském hřbitově.  
Navzdory mnoha neštěstím, která musel během svého života snášet, byl vždy veselý a přátelský člověk. Koníčka Hrbáčka označil za lidové dílo, které zaslechl v dětství a dal mu pouze veršovanou podobu.
Od konce 19. století se jméno Petr Pavlovič Jeršov pravidelně objevuje v ruských čítankách i slabikářích. V roce 1960 byla jeho rodná ves Bezrukovo přejmenována na Jeršovo.

## Vztah k rodině Mendělejevů
Když přišli bratři Petr a Nikolaj Jeršovovi na tobolské gymnázium, byl ředitelem školy Ivan Pavlovič Mendělejev, otec slavného vědce Dmitrije Ivanoviče. Když se Petr Jeršov jako slavný básník vrátil v roce 1835 z Petrohradu do Tobolsku, přišel Ivan Pavlovič Mendělejev o zrak a jeho rodina žila z produkce malé sklárny, kterou řídila Marie Dmitrijevna Mendělejevová. Tehdy se změnila role a žák Ivana Mendělejeva se stal učitelem jeho posledních dětí. Marie Dmitrijevna vlastnila největší knihovnu v Tobolsku a Jeršov se brzy s rodinou svého učitele sblížil. Byl to on, kdo zajistil nastoupení nejmladšího syna Mendělejevů Dmitrije na gymnázium spolu s o dva roky starším bratrem Pavlem. Ve funkci ředitele gymnázia tak umožnil Dmitrijovi dostudovat o dva roky dříve. To umožnilo, aby Marie Dmitrijevna mohla za poslední peníze, které zbyly po požáru sklárny, odejet s talentovaným Dmitrijem do Petrohradu a nechat ho zapsat ke studiu na Hlavním pedagogickém institutu. Na oplátku pak Dmitrij Ivanovič Mendělejev, který si již po dostudování zajistil v Petrohradu obživu, pomohl svému učiteli Jeršovovi s dotiskem Koníčka Hrbáčka po uvolnění cenzury.
V roce 1862 se Petr Pavlovič Jeršov stal tchánem Dmitrije Ivanoviče Mendělejeva, když za Dmitrije provdal nevlastní dceru z prvního manželství Feozvu Nikitičnu Leščevovou. Pomoc, kterou Jeršov poskytoval v nejtěžších dobách rodině Mendělejevů v Tobolsku, mohl již slavný profesor Mendělejev oplatit podporou rodiny své ženy. O rozvodu manželství se Petr Jeršov již nedozvěděl, zemřel v roce 1869 ještě v období šťastného vztahu.